# Bitwa o Fort Ligonier
Bitwa o Fort Ligonier – starcie zbrojne, które miało miejsce w czasie wojny o kolonie, stanowiącej północnoamerykański front wojny siedmioletniej.
Po nieudanej brytyjskiej próbie zajęcia Fort Duquesne, Francuzi zaatakowali będący wciąż w budowie Fort Ligonier. Po długim, czterogodzinnym natarciu, Francuzi ponieśli porażkę. Spróbowali ponownie zaatakować fort nocą, ale zostali odparci ogniem z moździerzy i wycofali się.